# Estación de Pinto
Pinto es una estación de ferrocarril situada en el municipio español de Pinto, al sur de Madrid. Forma parte de la línea C-3 de la red de Cercanías Madrid. En la actualidad constituye una de las estaciones de mayor antigüedad de la red férrea española. Igualmente, cumple funciones logísticas.

## Situación ferroviaria
Las instalaciones se encuentran situadas en el punto kilométrico 20,7 de la línea férrea de ancho ibérico Madrid-Valencia, a 610 metros de altitud sobre el nivel del mar, entre las estaciones de Getafe-Industrial y Valdemoro. El tramo es de vía doble y está electrificado.
Antiguamente formaba parte del ramal que la unía con San Martín de la Vega, cuyo objetivo era dar servicio al Parque Warner. Esta línea fue cerrada al tráfico de viajeros el 4 de abril de 2012, debido a su baja rentabilidad.

## Historia
La primitiva estación de ferrocarril de Pinto se inauguró el 9 de febrero de 1851 con la puesta en marcha de la línea de ferrocarril Madrid-Aranjuez, segunda línea férrea peninsular tras la apertura de la línea Barcelona-Mataró y embrión de las futuras radiales hacia Extremadura, Andalucía y Alicante. Las obras corrieron a cargo de la Compañía Anónima del Camino de Hierro de Madrid a Aranjuez que presidía el Marqués de Salamanca que poco después se integró en MZA. A la inauguración incluso asistió la reina Isabel II.
En 1941 la nacionalización del ferrocarril en España supuso la integración de MZA en la recién creada RENFE. Desde el 31 de diciembre de 2004 Renfe Operadora explota la línea mientras que Adif es la titular de las instalaciones ferroviarias.

## La estación
Está situada junto a las calles Ferrocarril y Parque de Éboli, separando la zona residencial de la industrial. El edificio para viajeros es una amplia estructura de planta rectangular, dos alturas y disposición lateral a las vías, realizado en ladrillo visto. Dispone de dos andenes, uno lateral y otro central y de tres vías. Antiguamente el recinto ferroviario disponía de una cuarta vía, siendo esta última utilizada por los trenes que recorrían el ramal a San Martín de La Vega. Dicha vía fue levantada a mediados de 2024, por lo que donde se ubicaba dicha vía a día de hoy solo se conserva su andén correspondiente, cuyo acceso está prohibido. Otra de las vías que forma parte del enclavamiento accede a una campa de coches situada en el Polígono de la Estación.

## Servicios ferroviarios

### Cercanías
| procedencia/destino | < estación        | Línea | estación > | destino/procedencia |
| ------------------- | ----------------- | ----- | ---------- | ------------------- |
| Chamartín           | Getafe Industrial |       | Valdemoro  | Aranjuez            |

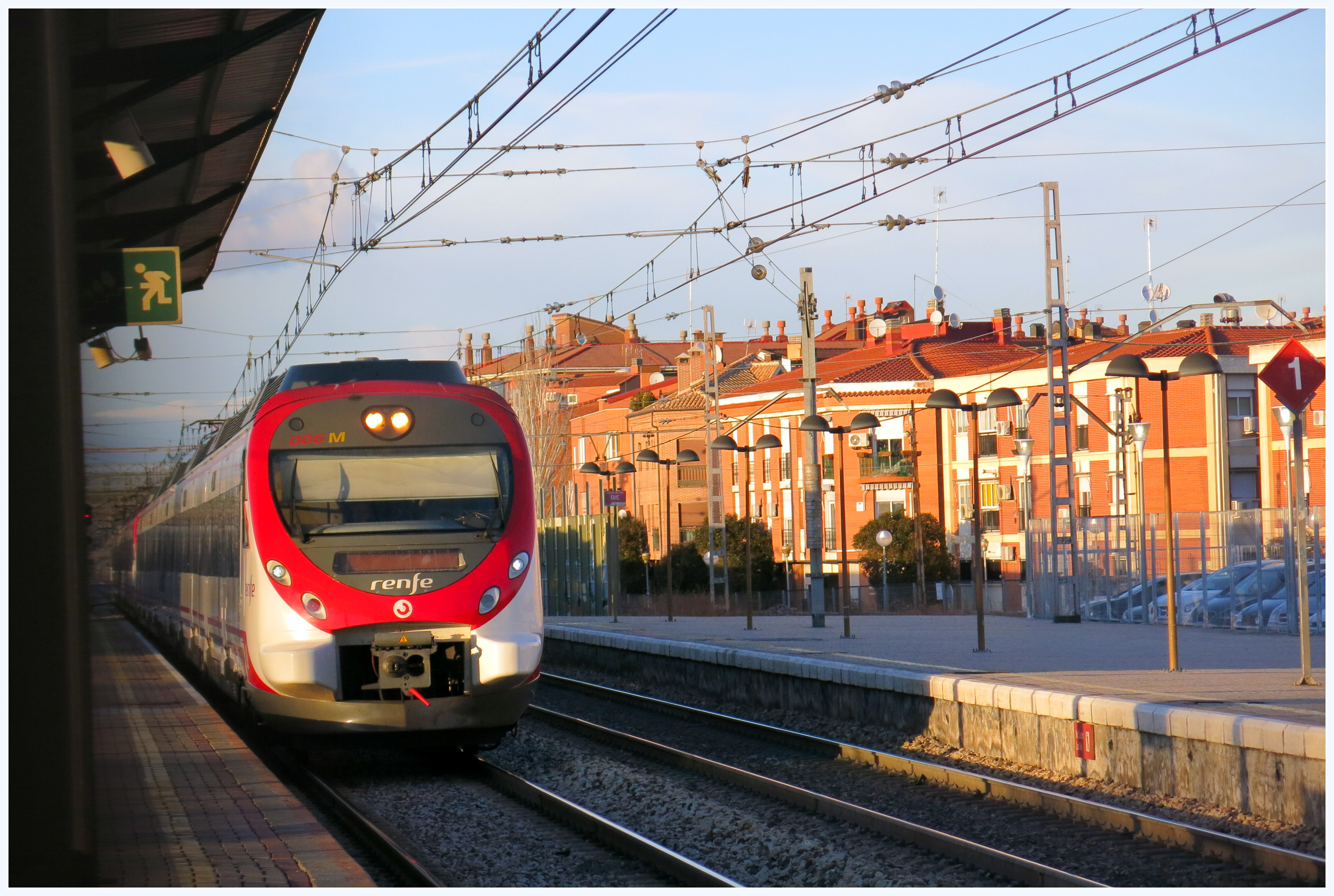
Llegada del tren a la estación.

La estación forma parte de la línea C-3 de la red de Cercanías Madrid. 
En días laborables la frecuencia media es un tren cada veinte minutos.

## Conexiones

### Autobuses
| Diurnos |                  |                                 |          |
| Línea   | Destino          | Parada                          | Operador |
| 1A      | Circular Pinto A | 15809 Ferrocarril - Est. Pinto  | AISA     |
| 1B      | Circular Pinto B | 06347 Pza. Jaime Meric - Cristo | AISA     |

| Diurnos |                              |                                 |                           |
| Línea   | Destino                      | Parada                          | Operador                  |
| 413     | San Martín de la Vega/Madrid | 15809 Ferrocarril - Est. Pinto  | La Veloz, S.A.            |
| 455     | Getafe                       | 10170 San José - Est. Pinto     | Avanza Movilidad Integral |
| 421     | Pinto                        | 06347 Pza. Jaime Meric - Cristo | AISA                      |
| 428     | Valdemoro                    | 06347 Pza. Jaime Meric - Cristo | AISA                      |
| 471     | Pinto                        | 06347 Pza. Jaime Meric - Cristo | Avanza Movilidad Integral |